# بخش ریو چیکو (سانتا کروز)
بخش ریو چیکو (به اسپانیایی: Departamento Río Chico) یک منطقهٔ مسکونی در آرژانتین است که در استان سانتا کروس، آرژانتین واقع شده‌است. بخش ریو چیکو ۳۴٬۲۶۲ کیلومتر مربع مساحت و ۲٬۹۲۶ نفر جمعیت دارد.